# Spengense Molen
De Spengense Molen is een wipmolen in het gehucht Spengen ten noorden van het dorp Kockengen, in de Nederlandse provincie Utrecht.
De molen is in 1841 gebouwd en bemaalde tot 1962 de polder Spengen op windkracht. Sinds 1963 is de molen eigendom van de Stichting De Utrechtse Molens. De molen onderging in 1985 en 1986 een forse restauratie, waarbij ze werd rechtgezet. Het wiekenkruis bestaat uit roeden met een lengte van bijna 24 meter en is voorzien van oudhollands hekwerk met zeilen. De molen slaat het water uit door middel van een scheprad. Ze maalt regelmatig dankzij een vrijwillig molenaar.